# Anton Carenko
Anton Ołeksandrowycz Carenko (ukr. Антон Олександрович Царенко, ur. 17 czerwca 2004 w Konotopie) – ukraiński piłkarz występujący na pozycji pomocnika w polskim klubie Lechia Gdańsk, do którego został wypożyczony z Dynama Kijów.

## Kariera klubowa
Wychowanek klubów Metalist Charków i Dynamo Kijów, barwy których bronił w juniorskich mistrzostwach Ukrainy (DJuFL). Karierę piłkarską rozpoczął 21 sierpnia 2020 roku w juniorskiej drużynie juniorskiej Dynama Kijów U-19, a 17 sierpnia 2022 debiutował w podstawowym składzie kijowskiego klubu w przegranym meczu kwalifikacyjnym Ligi Mistrzów UEFA z Benficą. 4 marca 2023 zadebiutował w Premier-lidze w przegranym 0:2 meczu z Inhulcem Petrowe. W sierpniu 2024 roku został wypożyczony do Lechii Gdańsk.

## Kariera reprezentacyjna
Występował w juniorskich reprezentacjach U-16 i U-19.

## Sukcesy

### Sukcesy klubowe
Dynamo Kijów U-19
- wicemistrz Ukrainy U-19: 2021/22, 2022/23